# Dina Bilbao
Dina Bilbao Barruetabeña (1960-1997) fue una atleta española del País Vasco. 
Dina Bilbao destacó en las competiciones de triatlón, tanto de invierno (esquí, ciclismo y marcha) como de verano (natación, ciclismo y marcha) y de duatlón. Entre en centenar de triatlones en los que participó hizo 6 "Ironman" en los que nadó 3.200 m, hizo 180 km en bicicleta y una carrera completa de maratón. Ganó el Triatlón de San Sebastián en las ediciones de 1987, 1990, 1991 y 1992 y el I campeonato navarro de duatlón realizado en Tafalla. Realizó travesías deportivas en Laponia en 1984, Groenlandia en esquí, el Nilo en piragua en 1987, del Ártico al Caribe.... También fue campeona de Euskadi. Entre los años 1980 y 1990 fue la referencia del triatlón femenino en España.

## Biografía
Dina Bilbao nació el 31 de diciembre de 1960 en la localidad vizcaína de Ondárroa en el País Vasco, España. Residia en el barrio de Kamiñazpi y realizó sus estudios en la localidad vizcaína. Desde muy joven desarrolló una intensa actividad deportiva, muy relacionada con el mar. Fue la tercera de cuatro hermanos, dos hermanas mayores que ella y un hermano menor, Rubén Bilbao Barruetabeña quien fue jugador del Athletic de Bilbao y otros equipos de la 1.ª división de fútbol de España.
En 1983 se traslada, por cuestiones de estudios,  la localidad guipuzcoana de Tolosa donde conoce a Josu Iztueta Azkue, ingeniero papelero aficionado a los viajes y la aventura cofundador del programa de viajes en un autobús acondicionado llamado "la nairobitarra", a quien había conocido en 1980 en las clases de Biología de la Universidad Vasca de Verano en Pamplona, cuando ella estudiaba medicina. Con él mantendría una relación afectiva, deportiva y de aventuras durante 15 años. Con Iztueta, Dina emprendió una actividad donde se combinaba la faceta deportiva y de aventura, recorriendo diversos países de todo el mundo y realizando toda clase de actividades deportivas relacionadas con ciclismo, triatlón, duatlón, esquí de fondo y piragüismo. Formó parte del primer equipo ciclista femenino surgido en el equipo ciclista Orbea y comenzó a competir en triatlones y duatlones, realizando casi un centenar de pruebas, seis de ellas en modalidad "Ironman".
En 1995 se traslada a la isla caribeña de Antigua, junto con Iñigo Ross Iztueta, primo de Josu y natural de allí, quien acabaría siendo su pareja. En ese país trabajó como guía y entrenadora junto a Iñigo. En 1997 planean una nueva aventura, hacer la travesía desde la isla de Granada hasta la Antigua en catamarán, para lo que adquieren un catamarán de 18 pies (5,5 metros) de eslora. En junio de ese año, Iñigo y ella, emprende la travesía pero la embarcación fue atrapada en una fuerte tormenta, que dañó la nave y, aunque pidieron ayuda por radio, el estado de la mar impidió la llegada de los equipos de rescate. Posteriormente, los equipos de rescate encontraron algunos restos de la embarcación, pero ningún rastro de ellos.
Tras su desaparición en Ondárroa se realizó un acto de homenaje a la pareja en la playa de Saturraran y al día siguiente en Tolosa. En recuerdo de Dina Bilbao se levantó un monumento en el monte Akilla de Ondárroa.

## Zapatu azule y Dina Martxa

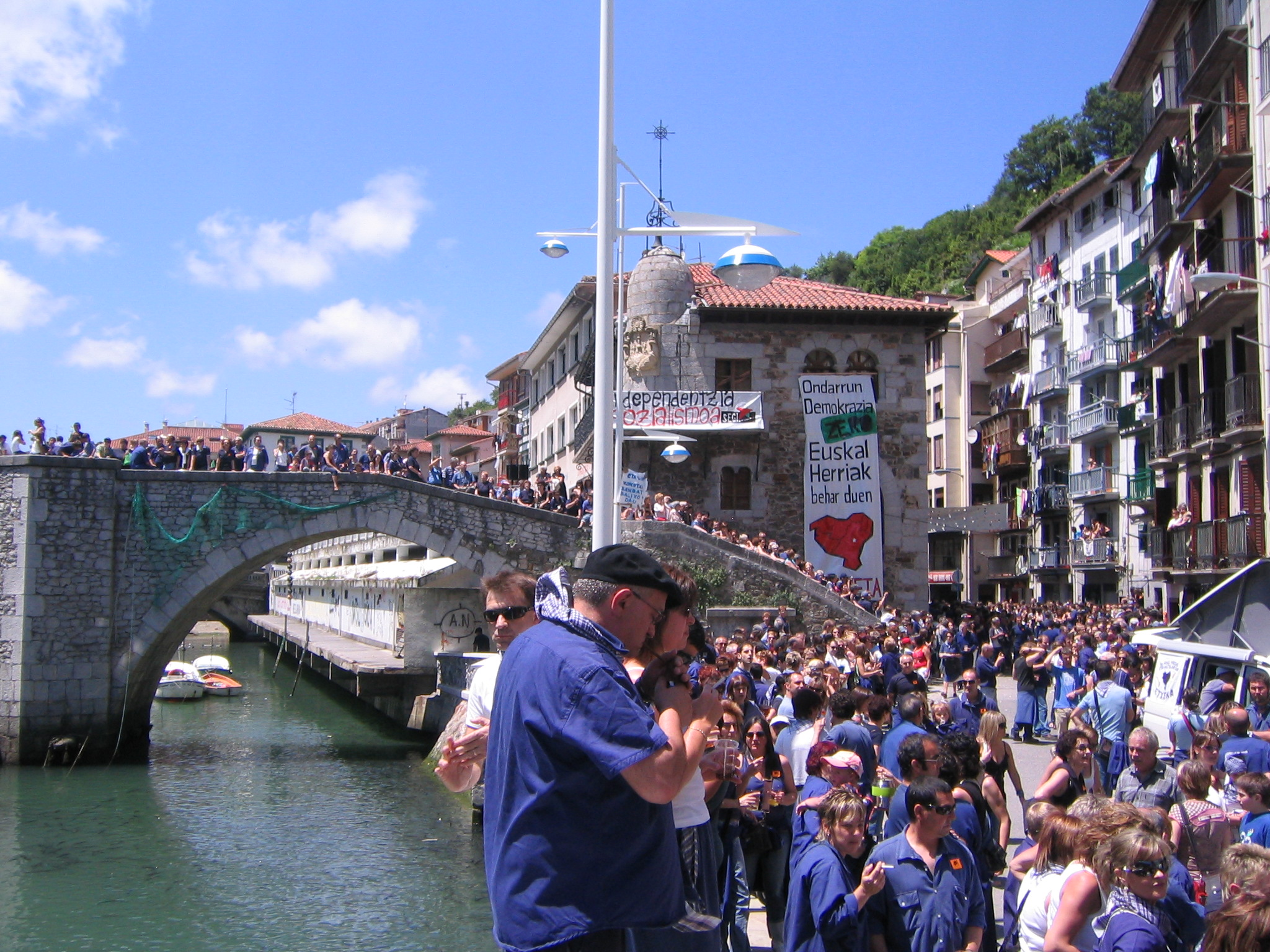
Zapato Azule

En Ondárroa se celebra el último sábado de junio la fiesta de Zapatu azule (sábado azul) en la que todos los asistentes deben ir vestidos con ropas de mahón de color azul en conmemoración de las ropas utilizadas en las labores de pesca. El acto central de esta fiesta es la denominada Dina martxi o Dina Martxa, una marcha ciclista y a pie desde la localidad de Tolosa hasta Ondárroa con una entrada conjunta de todos los participantes. este evento se realiza en honor y memoria de Dina Bilbao e Iñigo Ross Iztueta.
Una gran multitud recibe a las participantes de la marcha en el Casco Viejo de Ondarroa con aplausos e irrintzis. Organizado en 1998 La primera Dina martxa se celebró en 1998 y se ha mantenido de forma anual todos los años excepto 2020 y 2021.

## Becas
En el año 2007 los amigos de Dina Bilbao organizaron una beca de viaje con el objetivo de promover los valores que Dina demostró en su vida: deportividad, espíritu vasco, imaginación y valentía para emprender nuevos proyectos, curiosidad por los habitantes y estilos de vida de otros territorios, y capacidad de convivencia. La Beca Dina Bilbao fue para siete montañeros de Belauntza y Ibarra. Siete personas fueron a los Alpes para ver el retroceso de algunos glaciares allí.
En el año 2012, el ayuntamiento de Ondarroa puso en marcha la iniciativa "Deportistas locales a lo largo de la historia", puso en marcha una beca, y a partir de ella, Nagore Salaberria irura escribió una biografía de Dina, titulada Dina Bilbao Barruetabeña. Vida y carrera deportiva.